# Philip McGinley
Philip McGinley (Liverpool, 6 giugno 1981) è un attore britannico.

## Biografia
Inizia la sua attività filmografia nel 2004 quando recita in Dalziel and Pascoe, la notorietà arriva soprattutto con l'interpretazione di Tom Kerrigan in Coronation Street. Recentemente ha preso parte alla serie televisiva Il Trono di Spade nella parte dell'arciere Anguy.

## Filmografia

### Cinema
- Prometheus, regia di Ridley Scott (2012)

### Televisione
- Dalziel and Pascoe – serie TV, episodio 8x01 (2004)
- The Deputy, regia di Patrick Lau – film TV (2004)
- Hawking, regia di Philip Martin – film TV (2004)
- Falling, regia di Tristram Powell – film TV (2005)
- Heartbeat – serie TV, episodio 15x14 (2006)
- Blue Murder – serie TV, episodio 3x01 (2006)
- Cold Blood – serie TV, episodio 2x01 (2007)
- Casualty – serie TV, episodi 18x38-22x17 (2004-2007)
- Metropolitan Police (2003-2008)
- Coronation Street – serial TV, 69 puntate (2008-2009)
- The Gemma Factor – serie TV, 6 episodi (2010)
- Il Trono di Spade (Game of Thrones) – serie TV, 6 episodi (2013)
- Drifters – serie TV, 10 episodi (2013-2015)
- Padre Brown (Father Brown) – serie TV, episodio 3x07 (2015)
- No Offence – serie TV, 6 episodi (2015)
- Vera – serie TV, episodio 8x01 (2018)
- Manhunt – serie TV, 3 episodi (2019)
- The Spanish Princess – miniserie TV, puntate 7-8 (2019)